# Marco Piga
Marco Piga (Palau, 29 maggio 1956 – La Maddalena, 14 settembre 2024) è stato un calciatore italiano, di ruolo attaccante.

## Carriera
Fratello gemello del più noto Mario, insieme al quale ha militato con Lucchese ed Avellino, ha collezionato in carriera con queste due squadre 6 presenze in Serie A, andando a segno in occasione del successo interno dell'Avellino sul Lanerossi Vicenza della stagione 1978-1979.
Ha inoltre totalizzato 76 presenze e 12 reti in Serie B con le maglie di Atalanta, Avellino e Catania, conquistando due promozioni consecutive in A (con l'Atalanta nella stagione 1976-1977 e con l'Avellino nella stagione 1977-1978).

Marco Piga (a sinistra) con il fratello gemello Mario ai tempi della Lucchese

Da tempo malato di tumore, è morto il 14 settembre 2024 all'ospedale Merlo di La Maddalena per arresto cardiaco a 68 anni.

## Palmarès
- Campionato italiano Serie C1: 1

Catania: 1979-1980 (girone B)
- Campionato Interregionale: 1

Ilva: 1987-1988 (girone N)